# Tromtö-Almö
Tromtö-Almö este o arie protejată (arie specială de conservare — SAC, sit de importanță comunitară — SCI, arie de protecție specială avifaunistică — SPA) din Suedia întinsă pe o suprafață de 3.316,5 ha, integral pe uscat.

## Localizare
Centrul sitului Tromtö-Almö este situat la coordonatele 56°08′43″N 15°27′11″E / 56.1454°N 15.453°E.

## Înființare
Situl Tromtö-Almö a fost declarat arie de protecție specială avifaunistică în martie 1996 pentru a proteja 28 de specii de animale. Alte tipuri de protecție:
- sit de importanță comunitară (în ianuarie 1997)
- arie specială de conservare (în martie 2011)[1][3][4]

## Biodiversitate
Situată în ecoregiunile continentală și marină baltică, aria protejată conține 21 de habitate naturale: Pajiști uscate europene, Recifuri, Pășuni de coastă din Baltica boreală, Pajiști din zone de pădure fino-scandinave, Păduri de stejar sau de stejar și carpen sub-atlantice și medio-europene de Carpinion betuli, Insulițe și insule mici din Baltica boreală, Pajiști fino-scandinave uscate până la mezice, bogate în specii de altitudine mică, Golfuri mici largi și golfuri puțin adânci, Păduri de fag Luzulo-Fagetum, Păduri caducifoliate de mlaștină fino-scandinave, Roci stâncoase cu vegetație pionieră de Sedo-Scleranthion sau Sedo albi-Veronicion dillenii, Păduri de fag Asperulo-Fagetum, Păduri acidofile de stejar bătrân cu Quercus robur pe câmpii nisipoase, Formațiuni de Juniperus communis pe lande sau pajiști calcaroase, Taiga vestică, Terase mlăștinoase și terase nisipoase neacoperite de apă la reflux, Pășuni din zone de pădure fino-scandinave, Fânețe de joasă altitudine (Alopecurus pratensis, Sanguisorba officinalis), Pajiști cu Molinia pe soluri calcaroase, turboase sau argilos-nămoloase (Molinion caeruleae), Lagune de coastă, Formațiuni ierboase bogate în specii de Nardus, dezvoltate pe substraturi silicioase în zone montane (și în zone submontane, în Europa continentală).
La baza desemnării sitului se află mai multe specii protejate:
- păsări (24): rață lingurar (Anas clypeata), rață mare (Anas platyrhynchos), gâscă cenușie (Anser anser), rață-cu-cap-castaniu (Aythya ferina), rața moțată (Aythya fuligula), Branta leucopsis, erete de stuf (Circus aeruginosus), Clangula hyemalis, lebădă de iarnă (Cygnus cygnus), ciocănitoare neagră (Dryocopus martius), muscar (Ficedula parva), lișiță (Fulica atra), sfrâncioc roșiatic (Lanius collurio), ferestraș mic (Mergus albellus), gaia roșie (Milvus milvus), vultur pescar (Pandion haliaetus), viespar (Pernis apivorus), Phalacrocorax carbo sinensis, chiră mică (Sterna albifrons), pescăriță mare (Sterna caspia), chiră de baltă (Sterna hirundo), Sterna paradisaea, chiră de mare (Sterna sandvicensis), silvie porumbacă (Sylvia nisoria)
- amfibieni (1): triton cu creastă (Triturus cristatus)
- nevertebrate (3): Anthrenochernes stellae, rădașcă (Lucanus cervus), Osmoderma eremita